# Трнавка (Дунајска Стреда)
Трнавка (слч. Trnávka, мађ. Csallóköztárnok) насељено је мјесто са административним статусом сеоске општине (слч. obec) у округу Дунајска Стреда, у Трнавском крају, Словачка Република.

## Становништво
| Година:    | 1994. | 2004.   | 2014.    | 2024.    |
| ---------- | ----- | ------- | -------- | -------- |
| Број људи: | 404   | 431     | 490      | 570      |
| Разлика:   |       | +6,68 % | +13,68 % | +16,32 % |

| Година:    | 2023. | 2024.   |
| ---------- | ----- | ------- |
| Број људи: | 548   | 570     |
| Разлика:   |       | +4,01 % |

Према подацима о броју становника из 2011. године насеље је имало 464 становника.